# Jordanita subsolana
Jordanita subsolana, auch Dickfühler-Grünwidderchen oder Distel-Grünwidderchen genannt, ist ein Schmetterling aus der Familie der Widderchen (Zygaenidae).

## Merkmale
Die Falter erreichen eine Vorderflügellänge von 12,0 bis 16,0 Millimeter bei den Männchen und 9,0 bis 12,5 Millimeter bei den Weibchen. Kopf, Thorax und Abdomen sind bräunlich schwarz und haben einen bläulichen oder dunkelgrünen Schimmer. Die spitz zulaufenden Fühler der Männchen sind lang, schlank und stark gekämmt. Sie bestehen aus 39 bis 46 Segmenten. Die Fühler der Weibchen sind stark gesägt. Die Färbung der Vorderflügeloberseite reicht von gelblich grün über bläulich schwarz bis zu einem dunklen Graubraun. Der Schimmer ist schwach und fehlt gelegentlich. Die Hinterflügeloberseite ist hell- bis dunkelgrau. Die Flügelunterseiten sind hell- bis dunkelgrau und wenig bis gar nicht mit glänzenden Schuppen versehen.
Bei den Männchen ist der Aedeagus fünf bis sechsmal so lang wie breit. Er trägt drei große Conuti, von denen zwei kommaförmig und einer gerade ist. Gelegentlich kann ein vierter kleiner und gerader Conutus vorhanden sein.
Bei den Weibchen ist die Präbursa flaschenförmig und stark sklerotisiert. Sie besitzt distal Fortsätze.
Das Ei ist gedrungen eiförmig. Es ist weiß und schimmert grün.
Die Raupe ist grünlich weiß, hat eine dunkelbraune Rückenlinie und eine hellbraune Nebenrückenlinie. Das Integument ist mit kleinen schwarzen Punkten und Stacheln versehen. Die Warzen sind hellbraun und mit 15 bis 20 weißen Borsten besetzt. Der basale Ring und die Borstenspitzen sind schwarz.
Die Puppe ist hellbraun. Der locker gesponnene Kokon ist dunkelbraun.

### Ähnliche Arten
Jordanita subsolana ist hinsichtlich Größe und Färbung sehr variabel. Die Art kann daher mit fast allen Jordanita-Arten der Westpaläarktis verwechselt werden, die spitz zulaufende Fühler und eine ähnliche Flügelform und Größe haben. Eine eindeutige Bestimmung ist nur durch eine Genitaluntersuchung möglich.

## Verbreitung
Das Verbreitungsgebiet von J. subsolana reicht von Südspanien über den südlichen Teil Mitteleuropas, Italien die Balkanhalbinsel und Griechenland bis in den Süden Russlands und die Ukraine, die Türkei und Transkaukasien bis in den Altai. Auf den Britischen Inseln fehlt die Art. Besiedelt werden trockene, offene Busch- und Graslandschaften. Auf der Krimhalbinsel tritt sie auch in feuchten Biotopen in Erscheinung. Im Westen Österreichs gilt die Art als verschollen.

## Biologie
Geografisch verschiedene Populationen leben mehr oder weniger monophag an verschiedenen Futterpflanzen. Dazu zählen Distelarten, deren Blattunterseiten flaumig oder wollig sind. In Spanien wurde die Art an Carduncellus monospeliensium gefunden. Französische, italienische, schweizerische und südösterreichische Populationen leben an der Wollkopf-Kratzdistel (Cirsium eriophorum). In Deutschland entwickeln sich die Raupen an der Golddistel (Carlina vulgaris), während sie im Osten Österreichs, in Tschechien, der Slowakei und in Ungarn an Echinops spaherocephalus leben. Es ist möglich, dass weitere Distelarten in Frage kommen, da die Biologie der östlichen und südöstlichen Populationen unbekannt ist.
Die Weibchen legen die Eier einzeln in den Haarfilz an der Blattunterseite. Dort sind die Eier aufgrund ihrer Färbung nur schwer zu finden. Die Raupen schlüpfen bei Zimmertemperatur nach 12 bis 13 Tagen. Frisch geschlüpfte Raupen sind grünlich weiß, haben einen dunkelbraunen Kopf und hellbraune Thorakalbeine. Die Rücken- und Nebenrückenlinien sind nur schwach angedeutet. Das L1-Stadium miniert an der Blattunterseite, wo nur das Parenchym gefressen wird. Die dabei entstehenden Minen sind nahezu kreisrund und kaum zu erkennen, da der Kot in die Pflanzenwolle abgesetzt wird. Im L2-Stadium wird auch das Palisadenparenchym gefressen. Die dabei entstehenden Minen sind weiß und länglich. Das Fraßbild des L3-Stadiums ist charakteristisch, sodass ein Befall der Pflanze gut erkennbar ist. Die L3-Raupen überwintern in Bodennähe in einem lose aus Streu zusammengesponnenen Hibernarium. Nach der Überwinterung (L4) frisst die Raupe an den Blättern. Spätere Stadien fressen im Herz der Pflanze. Die erwachsenen Raupen bohren sich in die Wurzel der Pflanze und von dort in den Boden, wo sie sich in einem dunkelbraunen Kokon verpuppen. Die Falter wurden nur selten beim Blütenbesuch beobachtet. Sie fliegen in Mitteleuropa von Ende Juni bis Anfang August und in südlichen Regionen von Mai bis Juli. Die Flugzeit ist abhängig von Höhenlage und Habitat.

## Systematik
J. subsolana wurde kürzlich von der Untergattung Lucasiterna in die Untergattung Rjabovia transferiert.

## Gefährdung und Schutz
In Deutschland wird J. subsolana  auf der Roten Liste gefährdeter Arten in Kategorie 2 („stark gefährdet“) eingestuft.